# Gudari
Gudari là một thị xã và là nơi đặt ủy ban khu vực quy hoạch (notified area committee) của quận Rayagada thuộc bang Orissa, Ấn Độ.

## Địa lý
Gudari có vị trí 19°21′B 83°47′Đ / 19,35°B 83,78°Đ Nó có độ cao trung bình là 125 mét (410 feet).

## Nhân khẩu
Theo điều tra dân số năm 2001 của Ấn Độ, Gudari có dân số 6843 người. Phái nam chiếm 50% tổng số dân và phái nữ chiếm 50%. Gudari có tỷ lệ 60% biết đọc biết viết, cao hơn tỷ lệ trung bình toàn quốc là 59,5%: tỷ lệ cho phái nam là 70%, và tỷ lệ cho phái nữ là 51%. Tại Gudari, 12% dân số nhỏ hơn 6 tuổi.